# Cadence de combat
Pour plus de détails, voir Fiche technique et Distribution.
Cadence de combat ou Combat à finir au Québec (No Holds Barred) est un film d'action américain réalisé par Thomas J. Wright en 1989.

## Synopsis
Rip Thomas (Hulk Hogan) est le champion de l'émission de catch phare de la chaine Allied Télévision et est une épine dans le pied de Mr Brell (Kurt Fuller, le président de la chaîne périclitante, World Television Network. Rip attire beaucoup de téléspectateurs alors que WTN fait les plus mauvaises audience de tout le réseau télévisé. Le jour après le dernier match de Rip pour le titre poids lourd de la fédération, Brell essaie de convaincre Rip de venir travailler pour sa chaîne, mais il refuse. Alors en colère, Brell essaie de se venger en se battant aux côtés de ses sbires, mais doit battre en retraite.
Plus tard, Brell se rend au No Count Bar où il organise son propre programme de catch appelé Battle of the Tough Guys. Le spectacle est un succès grâce à Zeus (Tiny Lister, Jr.), un ancien détenu fraîchement sorti de prison et un protégé de l'entraîneur de Rip par le passé, Charlie. Zeus remporte les 100 000 $ de récompense et devient le combattant que Brell met en lumière.
Samantha Moore (Joan Severance), une espionne industrielle, est envoyée séduire Rip par Brell. Cependant, la bonté profonde de Rip et son attachement à participer à des œuvres de charité la convainque de dévoiler son identité et de se mettre du côté du catcheur. Brell l'apprend et, en représailles, envoie ses subordonnés la kidnapper et la violer. Rip les arrête avant qu'ils ne mettent leur plan à exécution et envoie un des trois hommes de main sur un tronc d'arbre.
Plus tard, Rip participe à un événement de charité lorsque Zeus arrive et demande à Rip de prouver son honneur en affrontant Zeus lors de Battle of the Tough Guys. Rip, voulant montrer un bon exemple et sachant qu'il était entouré d'enfants, refuse.Cependant, son petit frère, Randy, et son amis, Craig, décident d'observer Zeus pendant un combat illégal dans un entrepôt. Après avoir vu Zeus vaincre le monstrueux Rebar Lawless, Craig dénonce Randy comme le frère de Rip à Brell et ses associés. Randy essaie de se défendre, mais Zeus l'agresse violemment et l'envoie à l'hôpital. Fou de rage, Rip accepte le défi de Zeus pour venger son frère.
La nuit du match, Brell fait kidnapper Samantha et ordonne à Rip de tenir dix minutes pendant le match avant de perdre pour sauver sa vie. Lorsque le match commence, Samantha s'échappe, mais, alors que les hommes de main de Brell la rattrape, Charlie et Craig arrivent et la sauve. Dans l'arène, Zeus à l'ascendant sur Rip au début du match, le frappant continuellement, essayant même de le tuer en arrachant un des poteaux du ring et essayant de transpercer le corps de Rip. Randy encourage son frère à se défendre. Rip trouve un second souffle dans les paroles de son frère et voyant que Samantha est en sécurité, il prend l'avantage sur Zeus. Le combat détruit le ring et continue dans les coulisses, toujours suivi par Brell dans sa salle de contrôle.
Rip met un terme au match en faisant tomber Zeus d'une scène en hauteur, ce qui le fait s'écraser à travers le ring et perdre. Brell, frustré, commence à détruire les installations électriques. Rip recherche alors Brell pour les faire payer ses mauvaises actions. De peur, Brell recule et touche un fil qu'il a dénudé et s'électrocute. Leur ennemi mort, Rip et Randy célèbrent leur victoire avec des amis.

## Fiche technique
- Titre original : No Holds Barred
- Titre français : Cadence de combat
- Réalisation : Thomas J. Wright
- Scénario : Dennis Hackin
- Photographie : Frank Beascoechea
- Montage : Tom Pryor
- Musique : Jim Johnston
- Production : Michael Rachmil
  - Producteurs exécutifs : Vince McMahon et Hulk Hogan
- Sociétés de production : Shane Distribution Company
- Société de distribution : New Line Cinema
- Budget : 8 000 000 $[1]
- Pays d’origine :  États-Unis
- Langue : anglais
- Format : couleur
- Genre : film d'action
- Durée : 93 minutes
- Dates de sortie :
  - États-Unis : 2 juin 1989

## Distribution
- Hulk Hogan (VF : Michel Vigné ; VQ : Yves Corbeil) : Rip Thomas
- Kurt Fuller (VQ : Dominique Briand) : Tom Brell
- Joan Severance (VQ : Claudie Verdant) : Samantha Moore
- Tiny Lister, Jr. (VQ : Victor Désy) : Zeus
- Mark Pellegrino (VQ : Gilbert Lachance) : Randy Thomas
- Bill Henderson (VQ : Luc Durand) : Charlie
- Charles Levin (en) : Ordway
- David Paymer : Craig
- Jeep Swenson : Lugwrench Perkins
- Bill Eadie : Jake Bullet
- Stan Hansen : Neanderthal
- Rebecca Wackler : Ms Tidings
- Bruce Taylor : Mr Johnson
- Gene Okerlund (VQ : Serge Turgeon) : lui-même
- Jesse Ventura (VQ : Ronald France) : lui-même
- Howard Finkel (en) (VQ : Alain Gélinas) : lui-même
- Joey Marella (en) : lui-même
- Rick Allen : un catcheur

## Fiche technique

### Critique
Le film est conspué par la critique avec 10 % d'avis positifs sur l’agrégateur d'avis Rotten Tomatoes.